# جنيفر آن أغوتر
جنيفر آن أغوتر (بالإنجليزية: Jenny Agutter)‏؛ (ولدت في 20 ديسمبر 1952 م) ممثلة بريطانية، بدأت حياتها المهنية كممثلة طفلة في ايست أوف سودان في عام 1964.

## نشأتها
ولدت أغوتر في 20 ديسمبر 1952 في تونتون، سومرست، إنجلترا. هي ابنة ديريك أغوتر (مدير الترفيه في الجيش البريطاني) وكاثرين ، ونشأت في الروم الكاثوليك. لها أصول إيرلندية من جهة والدتها. عندما كانت طفلة عاشت في سنغافورة، ديكيليا (قبرص) وكوالالمبور (مالايا). تم اكتشافها في مدرسة باليه المهرست، وهي مدرسة داخلية التحقت بها من سن الثامنة إلى السادسة عشرة ، عندما كان وكيل اختيار الممثلين يبحث عن فتاة صغيرة تتحدث الإنجليزية لفيلم لم تحصل على هذا الدور لكنه أوصى بها لمنتجي فيلم شرق السودان (1964).

## روابط خارجية
- جنيفر آن أغوتر على موقع IMDb (الإنجليزية)
- جنيفر آن أغوتر على موقع روتن توميتوز (الإنجليزية)
- جنيفر آن أغوتر على موقع ألو سيني (الفرنسية)
- جنيفر آن أغوتر على موقع ميوزك برينز (الإنجليزية)
- جنيفر آن أغوتر على موقع تيرنر كلاسيك موفيز (الإنجليزية)
- جنيفر آن أغوتر على موقع أول موفي (الإنجليزية)
- جنيفر آن أغوتر على موقع قاعدة بيانات برودواي على الإنترنت (الإنجليزية)
- جنيفر آن أغوتر على موقع قاعدة بيانات الأفلام السويدية (السويدية)
- جنيفر آن أغوتر على موقع إن إن دي بي (الإنجليزية)
- جنيفر آن أغوتر على موقع ديسكوغز (الإنجليزية)
- جنيفر آن أغوتر على موقع تيرنر كلاسيك موفيز